# فینحاس
فینحاس (انگلیسی: Phinehas) بر طبق کتاب مقدس عبری، در سفر خروج بنی‌اسرائیل از مصر کوهن بود. نوه هارون و پسر الغازار، کاهنان اعظم (خروج ۶: ۲۵)، او در جوانی در شیتیم با غیرت خود در برابر بدعت فئور متمایز شد.